# Matthias Weckmann
Matthias Weckmann /maˈtias ˈvɛkman/ (Niederdorla, 1619 circa – Amburgo, 24 febbraio 1674) è stato un organista e compositore tedesco.

## Forme del nome e pronuncia
La forma autografa del nome è regolarmente "Weckman". Altre forme non autografe sono "Weckmann", sporadicamente "Weykmann", "Weykman" o "Wegkmann". La pronuncia attuale è /ˈvɛkmɑn/, ma la forma "Weykmann" mostra la possibilità che le lettere c, g e y indichino l'allungamento della vocale precedente e che il nome nel XVII secolo fosse, almeno da alcuni, pronunciato /ˈve(ː)kmɑn/ o, dittongato, /ˈvɛɪ̯kmɑn/.

## Vita
Matthias Weckmann era figlio di Jacobus Weckmann e di sua moglie Maria. L'anno in cui nacque, suo padre viene indicato come custos in un registro di fedeli aventi accesso all'eucaristia a Niederdorla. Il 26 giugno 1623 negli atti di battesimo viene indicato come ludimoderator (maestro di scuola, preside), una carica che viene menzionata anche nell'atto di battesimo del figlio Jacobus (junior) il 15 febbraio 1631. Jacobus Weckmann (senior) fu attivo come pastore dal 1 novembre 1625 a Oppershausen e morì il 17 novembre 1631.
Nulla sappiamo della prima formazione musicale di Weckmann. Può esserci stato un contatto con il suo futuro insegnante Heinrich Schütz alla fine del 1627 nei dintorni di Mühlhausen, durante la dieta dei principi elettori, alla quale Schütz prese parte al seguito del principe elettore Giovanni Giorgio I. Qui potrebbe essere stata concordata l'istruzione di Weckmann con Schütz.
Jacobus Weckmann portò Matthias personalmente a Dresda, dove questi dal 1628 circa fu ragazzo del coro e membro della cappella di corte locale. Prese lezioni di canto da Caspar Kittel e lezioni di organo da Johann Klemm mentre Schütz, dopo essere tornato dall'Italia (1629), controllava la sua formazione e da un certo momento iniziò a istruirlo nella composizione. Fra i due si creò un buon rapporto, tanto che Weckmann in seguito definì il maestro "amico fraterno" (väterlichen Freundt).
Nel 1631 Weckmann prese parte al convegno dei protestanti a Lipsia già come discantist della cappella di corte sassone. Un anno dopo, una lista di strumentisti della corte di Dresda lo definisce organista (come secondo dopo il "primo organista" Johann Klemm). Nel 1633 Schütz lo portò personalmente ad Amburgo per studiare sotto la guida dell'organista della chiesa di San Pietro, Jacob Praetorius, usufruendo di una borsa di studio concessa dal principe elettore di Sassonia. Qui, insieme al compagno di studi Jakob Kortkamp, conobbe anche Heinrich Scheidemann, organista della chiesa di Santa Caterina. Ad Amburgo ebbe la possibilità di conoscere molto meglio rispetto a quando era impiegato nella cappella palatina a Dresda l'opera dell'organaro Gottfried Fritzsche, perché questi a partire dal 1630 rinnovò gli organi delle principali chiese amburghesi.
Nel 1636 o 1637 Weckmann lasciò Amburgo per tornare a Dresda e divenne organista della cappella palatina del principe elettore. Fra il 1637 e il 1639 fu assunto nella nuova cappella del principe elettore Giovanni Giorgio III appena fondata. Qui Weckmann divenne infine organista di corte e nel 1642 anche assistente e istruttore dei discantisten.
Dopo essersi già recato per breve tempo presso la corte danese a Copenaghen su incarico di Schütz nel 1637, nel settembre 1642 accompagnò il maestro e altri membri della cappella del principe ereditario di Sassonia in un nuovo, più lungo viaggio in Danimarca. Weckmann era stato chiamato dal principe Cristiano, genero del principe elettore di Sassonia, come maestro di cappella nella corte di Nykøbing Falster. La permanenza in Danimarca fu interrotta da almeno un viaggio in Germania, perché Weckmann nel maggio 1643 si trattenne a Magdeburgo per motivi sconosciuti. A Nykøbing Weckmann suonava un organo di tipo rinascimentale costruito da Johan Lorentz il Vecchio nel 1634 su incarico del principe ereditario nella sua corte, con il quale insegnava anche ai ragazzi cantori. Il principe morì nel 1647 e Weckmann tornò alla sua occupazione di organista di corte a Dresda, ma nello stesso anno soggiornò anche ad Amburgo.
Il 31 luglio 1648 Weckmann sposò a Lubecca Regina Beute (o Bente), figlia di un liutista; in occasione della cerimonia si presentò anche Franz Tunder, attivo nella chiesa di Santa Maria, come testimone di nozze.
Nel 1649 Weckmann fu promosso inspector nella capella di corte. Nell'inverno 1649/1650 Johann Jacob Froberger fece visita alla corte di Dresda e i due musicisti disputarono una sfida musicale. Il risultato tuttavia fu incerto, ma il premio venne cortesemente aggiudicato a Froberger in quanto ospite. Da questo incontro si svilupparono un intenso rapporto epistolare e uno scambio musicale fra i due, che Weckmann trovò molto stimolante per la sua attività compositiva.
Nel 1655 Weckmann riceveva un compenso annuo di 300 talleri come organista di corte e da camera, ma si candidò come organista nella chiesa di San Giacomo ad Amburgo. Quel posto era vacante dalla morte dell'organista precedente Ulrich Cernitz (1598-1654), il quale l'aveva occupato dal 1631 ed era stato, come Jacob Praetorius e Scheidemann, allievo del famoso "produttore di organisti amburghese" Jan Pieterszoon Sweelinck. In seguito a un'audizione convincente, il 27 novembre 1655 Weckmann fu nominato organista e cancelliere della chiesa di San Giacomo e della filiale della cappella di Santa Gertrude. I contatti con la corte di Dresda tuttavia non si interruppero con la sua partenza, perché i suoi figli Hans Georg e Jakob studiavano all'Università di Wittenberg a spese del principe elettore e lui stesso, forse nel 1667, fece un viaggio a Dresda.
Già prima dell'entrata in servizio di Weckmann ad Amburgo alla fine del 1655 Hans Christoph Fritzsche, figlio di Gottfried Fritzsche, nello stesso anno aveva iniziato un completo rinnovo dell'organo di San Giacomo per la cifra di 1656 marchi di Lubecca. Non è noto se questi lavori, che si protrassero fino al 1658, siano iniziati nel 1655 già in prospettiva del nuovo organista se non addirittura in accordo con lui. In ogni caso, Weckmann ha sicuramente collaborato strettamente con Fritzsche fin dal proprio insediamento.
Nel 1660 Weckmann ottenne il diritto di cittadinanza della città anseatica e fondò insieme a eminenti musicisti del luogo il Collegium Musicum amburghese con l'appoggio di cittadini influenti. Ad Amburgo deve aver incontrato anche Johann Adam Reincken, il quale, dalla morte di Scheidemann nel 1663, esercitò il mestiere di organista nella chiesa di Santa Caterina. Non è noto se abbia conosciuto Dietrich Buxtehude, genero di Tunder, ma è altamente probabile. Era amico di Jakob Kortkamp, suo ex compagno di studi presso Jacob Praetorius, e di Johann Olffen (?-1670), successore di Praetorius nella chiesa di San Pietro ad Amburgo, al quale Weckmann doveva la sua chiamata in quella città.
Ad Amburgo Weckmann collaborò, fra gli altri, con gli organari Hans Christoph Fritzsche e Joachim Richborn. Appare anche come padrino di battesimo nella famiglia di Richborn. Nel 1663 collaudò il restauro dell'organo della chiesa di Steinbek nonché il nuovo organo (II/P 20) della chiesa di San Michele di Amburgo (prima costruzione, 1647-1650), entrambi opera di Richborn.
La prima moglie di Weckmann, Regina, morì nel 1665 e lui nel 1669 si risposò. Mentre il primo matrimonio aveva generato otto figli (dei quali tre nati prima del periodo amburghese), dal secondo con la nuova moglie Catharina Roland ne nacquero tre. Fra tutti questi figli, Jacob, nato dal primo matrimonio, divenne a sua volta musicista e fu dal 1672 fino alla morte nel 1680 organista nella chiesa di San Tommaso a Lipsia.
Weckmann morì nel 1674 ad Amburgo e fu sepolto il 1º marzo in una tomba di famiglia al di sotto dell'organo della chiesa di San Giacomo. Il suo successore Heinrich Freese († 1720) sposò la vedova Catharina assumendo così i suoi compiti musicali, di cui una parte fu in seguito affidata a Georg Böhm, organista della chiesa di San Giovanni di Luneburgo. Per questo motivo, gran parte delle opere di Werckmann che ci sono giunte si trova nella Biblioteca del Consiglio di Luneburgo.

## Allievi
Sono pochi gli allievi noti di Weckmann. Questi sono:
- Johann Samuel Schein (1619-1679 o più tardi). Figlio del Thomaskantor Hermann Schein di Lipsia, studiò a Dresda con Weckmann nei periodi 1637/38 e 1641/42.
- Johan Kortkamp (circa 1643-1721) fu per sei anni studente di organo sotto Weckmann prima del o fino al 1664. Era figlio di Jakob Kortkamp, suddetto compagno di studi di Weckmann nel periodo in cui studiò con Jacob Praetorius. I dati biografici da lui lasciati sul maestro, dettagliati e assolutamente affidabili, sono di grande valore per gli studi.

Siccome non esiste documentazione sulla formazione di Buxtehude nel periodo 1655-1657, è possibile che anche Weckmann, oltre a Tunder e Scheidemann, sia stato suo insegnante.

## Opere
- 12 geistliche Konzerte
- 2 musiche occasionali: 1 musica per matrimonio (Freue dich des Weibes deiner Jugend)[11], 1 canone (1640) in un libro di famiglia di Georg Neumark[12]
- 10 sonate per il Collegium musicum amburghese (raccolta di musiche strumentali d'insieme)
- 30 composizioni per organo e strumenti a tastiera (clavicembalo, spinetta, virginale, clavicordo), fra cui vari e ampi cicli di corali (comprese fantasie su corale), suite, canzoni, toccate e variazioni
- 10 Lied e arie brevi

Le opere pervenuteci mostrano come Weckmann fosse un compositore molto dotato di fantasia ed espressività.

### Attribuzioni dubbie
- Fantasia sul Magnificat dell'ottavo tono dalla Zellerfelder Tabulatur, riga 1.[13]

### Opere perdute
- almeno 17 geistliche Konzerte[14]

## Edizioni
- Matthias Weckmann, Gesammelte Werke [Kammermusik, Lieder, Werke für Tasteninstrumente], a cura di Gerhard Ilgner (=  Erbe deutscher Musik. Zweite Reihe. Landschaftsdenkmale. Schleswig-Holstein und Hansestädte, vol. 4), H. Litolff e C. F. Peters, Leipzig und Frankfurt, 1942.
- Matthias Weckmann, Christoph Bernhard, Solokantaten und Chorwerke mit Instrumentalbegleitung, a cura di Hans Joachim Moser (= Max Seiffert [a cura di]: Denkmäler deutscher Tonkunst, Folge 1. Band 6). Breitkopf & Härtel und Akademische Druck- und Verlagsanstalt, Wiesbaden und Graz 1957.
- Matthias Weckmann, 14 Präludien, Fugen und Toccaten, a cura di Max Seiffert (= Organum. Reihe 4. Orgelmusik. Band 3). Kistner & Siegel, Köln 1960.
- Matthias Weckmann, Choralbearbeitungen für Orgel, a cura di Werner Breig. 4. Auflage. Bärenreiter, Kassel 2006, DNB 359227384 (Erstausgabe: 1979).
- Matthias Weckmann, Four Sacred Concertos, a cura di Alexander Silbiger (= Recent Researches in the music of the Baroque era. Band 46). A-R Editions, 1985, ISBN 978-0-89579-197-9, ISSN 0484-0828.
- Matthias Weckmann, Sämtliche freie Orgel- und Clavierwerke, a cura di Siegbert Rampe. 5. Auflage. Bärenreiter, Kassel 2015, DNB 1073718298 (prima edizione 1991).
- Matthias Weckmann, The Interpretation of his Organ Music. Volume II. A Practical Edition of the Free Organ Works, a cura di Hans Davidsson. Gehrmans musikförlag, Stockholm, 1991.
- Matthias Weckmann, Sämtliche Orgelwerke. Complete organ works, a cura di Klaus Beckmann (= Meister der norddeutschen Orgelschule. 1 u. 2). Schott, Mainz 2010, DNB 1041629664.

### Facsimili
- Matthias Weckmann, Lüneburg, Ratsbücherei, Mus. ant. pract. KN 147 [edizione in facsimile del cosiddetto Lüneburger Clavierbüchlein con opere di e attribuite a Weckmann]. a cura di Alexander Silbiger (= 17th century keyboard music, vol. 9), Garland, New York 1988, ISBN 978-0-8240-8008-2.

## Riconoscimenti
A metà settembre del 2006, in occasione del quattrocentesimo della nascita, è stata posata a Niederdorla una lapide commemorativa in calcare conchillifero decorata con canne d'organo in onore di Weckmann. La lapide è stata realizzata su progetto del designer Günter Baumgart ed è stata inaugurata con concerti d'organo e di fiati.